# Jesus Christ Superstar (film, 2000)
Jesus Christ Superstar je britský televizní film z roku 2000, který nově zpracovává slavný stejnojmenný muzikál.

## Obsazení
| Glenn Carter     | Ježíš Kristus     |
| Jérôme Pradon    | Jidáš Iškariotský |
| Renee Castle     | Marie Magdalena   |
| Fred Johanson    | Pilát Pontský     |
| Michael Shaeffer | Annáš             |
| Cavin Cornwall   | Šimon Petr        |
| Tony Vincent     | Šimon Zélótes     |
| Rik Mayall       | Héródés Antipas   |